# Исторически музей на Армения
Историческият музей на Армения (на арменски: Հայաստանի պատմության թանգարան) е музей в Армения с отдели по археология, нумизматика, етнография, съвременна история и реставрация.
Има национална колекция от 400 000 предмета и е основан през 1920 г. От основната колекция 35% са предмети, свързани с археологията, 8% са предмети, свързани с етнографията, 45% са предмети, свързани с нумизматиката, и 12% са документи. Считан е за националния музей на Армения и се намира на площада на Републиката в Ереван. Държавата подпомага финансово музея и притежава както колекцията, така и сградата. Музеят извършва консервационни и реставрационни работи и публикува трудове върху арменската архитектура, археология, етнография и история. Също така публикува поредица от доклади за археологически разкопки от 1948 г. насам. Музеят осъществява образователни и научни програми по история и култура на Армения.

## История
На 9 септември 1919 г. Народното събрание на Армения основава Историческия музей на Армения. Музеят отваря врати за посетители на 20 август 1921 г. Първият му директор е Ерванд Лалаян. Първоначално наречена Етнографско-антропологичен музей и библиотека, институцията е преименувана няколко пъти, първо на Държавен централен музей на Армения (1926 г.), след това на Исторически музей (1935 г.), дори по-късно на Държавен исторически музей на Армения (1962 г.), след това на Културно-исторически музей (2000 г.) и накрая на Исторически музей на Армения (от 2003 г.). 
Историческият музей на Армения е създаден с помощта на колекциите на Арменската етнографска асоциация на Кавказ, Музея на арменските антики в Нор Нахичеван, Музея на антиките на Ани и хранилището на древни ръкописи във Вагаршапат. Оригиналната колекция наброява 15 289 предмета.
През 1935 г. Централният комитет на Комунистическата партия на Армения създава отделни музеи. Тези музеи получават предмети, които първоначално са били част от колекциите на Историческия музей на Армения:
- Музеят на изкуствата на Арменската ССР е организиран според отдела за изкуство на Историческия музей (днешната Национална галерия на Армения) и получава 1660 предмета.
- Музеят на литературата (днешният Музей за литература и изкуство „Егише Чаренц”) е създаден от отдела за литература на Историческия музей и получава 301 предмета и 1298 ръкописа.
- Държавният етнографски музей е основан през 1978 г. и получава 1428 предмета и 584 снимки.

Историческият музей на Армения непрекъснато попълва своите колекции с находки от текущи разкопки, направени в древни арменски обекти от Института по археология и етнография и Националната академия на науките на Армения. Други обекти се получават чрез покупки и дарения. Музеят представя цялостна картина на историята и културата на Армения, от праисторията до наши дни. Музеят също така представя редки следи от културни взаимоотношения между древните източни общества в Арменските планини. Тези древни общества включват населението на Кавказ, Крит, Египет, Митани, Хетското кралство, Асирия, Иран, империята на Селевкидите, Римската империя и Византийската империя.
Сред директорите на музея са Ерванд Лалаян (1919 – 1927) и Каро Гафадарян (1940 – 1964).

## Колекции
- Голяма колекция от бронзови предмети от 3-то до 2-ро хилядолетие пр.н.е.
- Историко-културното наследство на Урарту, състоящо се от клинописни надписи, бронзови статуетки, стенописи, рисувана керамика, оръжия и оръжия със скулптурни орнаменти, изкопани от Кармир Блур, Арин Берд и Аргищихинили.
- Клинописният надпис от 782 г. пр.н.е. за основаването на град Еребуни (Ереван) от урартския цар Аргищи I.
- Колекция от предмети, отразяващи историята на транспорта. Дървени каруци и колесници от XV – XIV век пр.н.е., открити от Лчашен, заедно с миниатюрни модели от бронз.
- Колекция от милетски, гръцко-македонски, селевкидски, партски, римски, сасанидски, византийски, арабски и селджукски златни, сребърни и медни монети, които са били в обращение в Армения.
- Колекция от арменски монети, емитирани в Софена, Малката Армения (III в. пр.н.е. – 150 г. пр.н.е.); монети на арменската династия Арташесиди (189 г. пр.н.е. – 6 г. сл.н.е.); на царството Киурике (XI век); и арменско царство Киликия (1080 – 1375).
- Находки от археологическите обекти Гарни, Арташат и Ошакан, специфични за трансформацията на елинистическата култура в Армения.
- Находки, открити от градовете Двин, Ани и крепостта Амберд, отразяващи християнската култура от 4-5 век.

## Изложби
Историческият музей на Армения организира изложби в Бохум през 1995 г., в Националната библиотека на Франция в Париж през 1996 г., в Musee Dobree в Нант през 1996 г., в Лион през 1997 г., в Кайро през 1997 г., в Запейон в Атина през 1998 г., в Бон, в Хале-Витенберг през 1998 г., в Пекин през 1998 г., във Ватиканската библиотека през 1999 г., в Париж през 2000 г., в Британската библиотека в Лондон през 2001 г., в Държавния музей в Амстердам, в Лайден, в Холандия през 2001 – 2002 г., и в Будапеща през 2002 г.
Музеят участва в различни международни изложби, включително в Будапеща през 1968 г., в Париж през 1970 г., в Ленинград през 1974 г., в Спокан през 1975 г., в Лос Анджелис през 1977 г., в Тарту през 1979 г., в Киев през 1980 г., в Цукуба през 1984 г., във Венеция през 1987 г., в Павилиона на изкуствата в Париж през 1999 г., в Лувъра в Париж през 2007 г., в Ню Йорк от 2008 до 2009 г., в Солун през 2009 г., в Ермитажа в Санкт Петербург през 2009 г., в Музей на изкуствата на Принстънския университет през 2010 г. и в Музея на изкуствата „Метрополитън“ в Ню Йорк от 2014 до 2015 г.